# Saint-André-d'Allas
 Saint-André-d'Allas  (en occitano Sent Andriu d'Alàs) es una población y comuna francesa, situada en la región de Aquitania, departamento de Dordoña, en el distrito y cantón de Sarlat-la-Canéda.

## Demografía
| 393 | 355 | 351 | 444 | 529 | 592 |
| Para los censos de 1962 a 1999 la población legal corresponde a la población sin duplicidades (Fuente: INSEE [Consultar]) |     |     |     |     |     |